# Tharusha Dhananjaya
Tharusha Dhananjaya (* 21. Mai 1998) ist ein sri-lankischer Sprinter, der sich auf den 400-Meter-Lauf spezialisiert hat.

## Sportliche Laufbahn
Erste internationale Erfahrungen sammelte Tharusha Dhananjaya im Jahr 2017, als er bei den Asienmeisterschaften in Bhubaneswar mit der sri-lankischen 4-mal-400-Meter-Staffel in 3:04,80 min die Silbermedaille hinter dem Team aus Indien gewann.

## Persönliche Bestleistungen
- 400 Meter: 46,83 s, 11. Februar 2018 in Jakarta